# Ministère de l'Économie numérique
Le ministère de l'Économie numérique est un département ministériel du gouvernement au Burkina Faso.

## Description

### Siège
Le ministère chargé de l'Économie numérique a son siège à Ouagadougou.  

### Attributions
Le ministère est chargé de l'exécution de la politique du gouvernement pour l'économie numérique, pour les postes et de la transformation digitale
.  

### Ministres
Hadja Fatimata Sanon - Ouattara est la ministre chargée de l'économie numérique.